# C. L. Blast
C. L. Blast (eigentlicher Name Clarence Lewis; * 1934 oder 1935; † 26. Februar 2016 in Birmingham, Alabama) war ein US-amerikanischer Soul- und Rhythm-&-Blues-Sänger, der auch als Junior Lewis wirkte.

## Leben und Wirken
Blast begann seine Karriere als Sänger in seiner Heimatstadt Birmingham, als er ab 1949 in den lokalen Radiostationen WEDR und WENN auftrat. 1955 erschien seine erste Single Your Heart Must Be Made of Stone unter dem Namen Little Junior Lewis. Ab 1957 leistete er seinen Militärdienst in der US-Army ab und tourte zwei Jahre mit der Truppenunterhaltung. Nach seiner Entlassung aus der Armee zog er nach New York und nahm dort die Single Cupid’s Little Helper auf, die 1960 auf Bobby Robinsons Label Fury Records erschien. 1961 erhielt er einen Plattenvertrag bei Columbia Records und nahm bis 1963 vier Singles als Junior Lewis auf, bevor er 1964 nach Birmingham zurückkehrte. Dort eröffnete er einen Klub und einen Plattenladen in der 29th Avenue, The Players Lounge bzw. One-Stop Record Shop. In dieser Zeit war er Bandsänger bei Erskine Hawkins und als Manager für Otis Redding tätig.
Ab 1967 veröffentlichte Lewis seine Plattenaufnahmen unter dem Pseudonym C. L. Blast; 1969 erschien die Single I’ll Take the Case (mit der B-Seite If I Could See My Baby’s Face Again) bei Atlantic Records. Sein erster (und einziger) Erfolgstitel war What Can I Do (When My Thrill Is Gone), der von Wardell Quezergue arrangiert und 1971 auf dem New Yorker Label United Records erschienen war. Seine Drogenprobleme und ein schlechtes Management behinderten jedoch seine Karriere. Von 1976 bis 1984 arbeitete Lewis mit dem Songwriter Frederick Knight zusammen. 1980 erschien sein einziges Album, Lay Another Log on the Fire, das bei Atlantic Cotillion Records erschien und Material seiner vorigen Aufnahmen für Juana Records enthielt, darunter dem Disco-Funk-Song I Wanna Get Down und die Ballade If I Had Loved You More.